# Beneden-Leeuwen

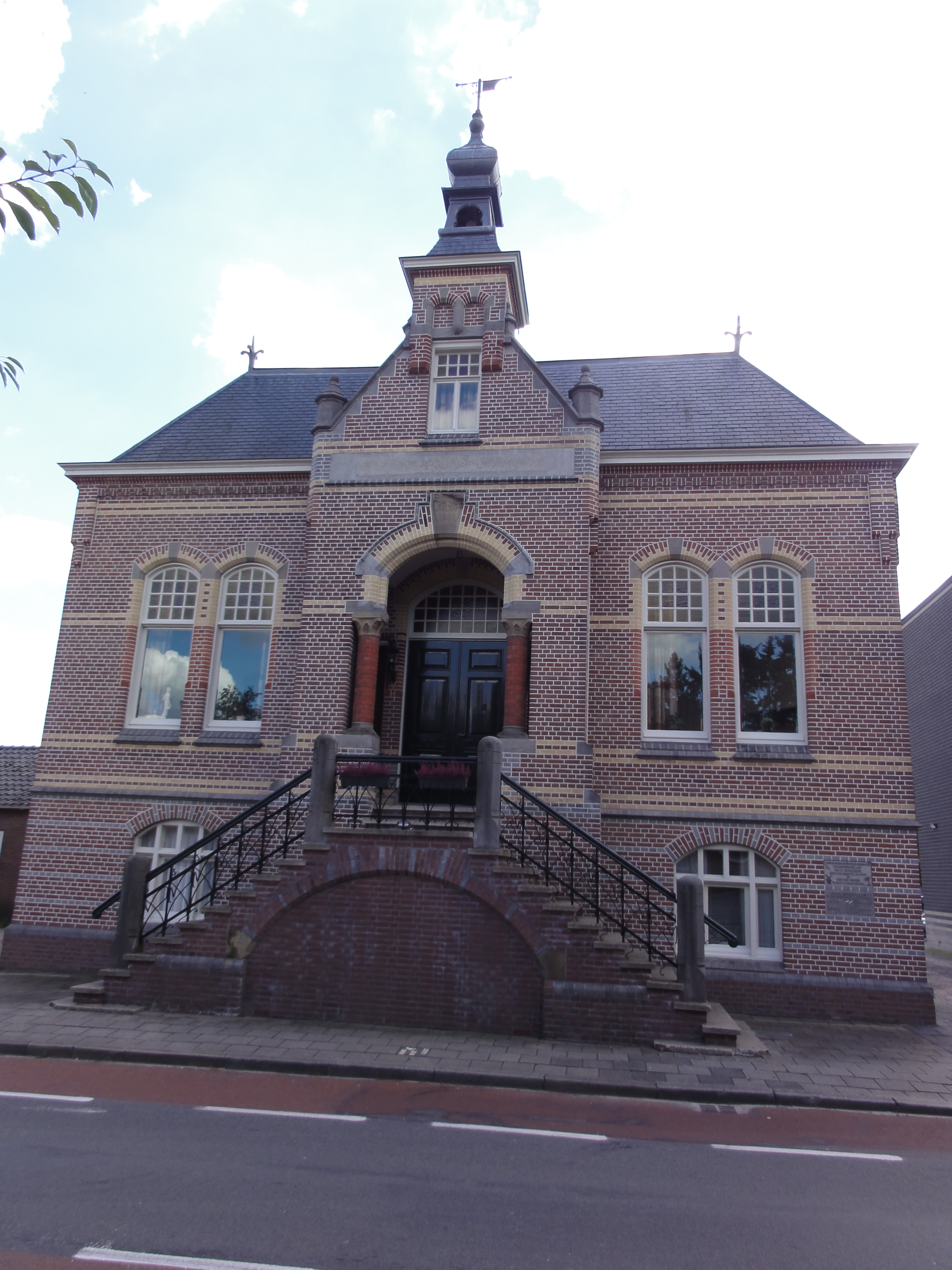
Beneden-Leeuwen: l'ex-municipio

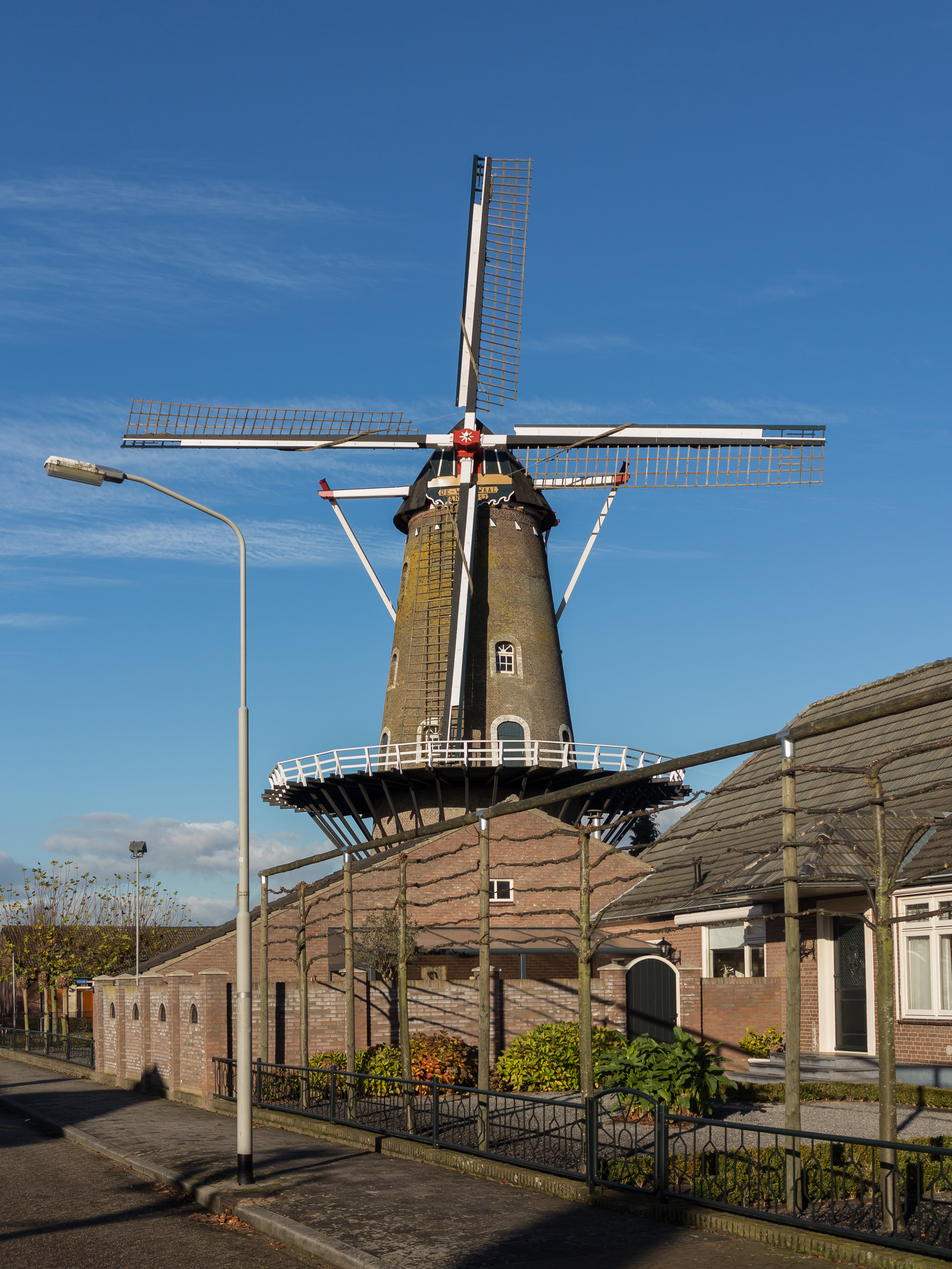
Beneden-Leeuwen: il mulino De Wielewaal

Beneden-Leeuwen (nel dialetto locale: Lauwe) è una località di circa 6.200 abitanti dell'est dei Paesi Bassi, facente parte della provincia della Gheldria e situata lungo il corso del fiume Waal, nella regione conosciuta come Land van Maas en Waal. È il capoluogo e il centro maggiore del comune di West Maas en Waal; fino al 1983 aveva fatto parte della municipalità soppressa di Wamel e fino al 1817 godeva dello status di comune a sé stante.

## Geografia fisica
Il villaggio di Beneden-Leeuwen si trova nella parte sud-occidentale della provincia della Gheldria, a pochi chilometri a nord dal confine con il con la provincia del Brabante Settentrionale, ed è situato a ad est/nord-est di Nimega (città che sorge al confine con la Germania), tra le località di Tiel e Beuningen (rispettivamente ad est/sud-est della prima e ad ovest/nord-ovest della seconda).

## Origini del nome
Il toponimo Beneden-Leeuwen è formato dal termine beneden (aggiunto nel XX secolo per distinguerlo dal vicino villaggio di Boven-Leeuwen), che significa "giù", "sotto", e dal termine Leeuwen (attestato anticamente come Lewen e Leiwen), che formalmente è un antico dativo plurale di un termine che significa "collina" (cfr. got. hlaiw e as. e aat. hlêo).

## Storia

### Dalla fondazione ai giorni nostri
L'area in cui sorge il villaggio è abitata sin dall'epoca romana.
Nel 1818, Beneden-Leeuwen cessò di godere dello status di comune e fu annesso alla municipalità di Wamel.
Il 1º febbraio 1861, Beneden-Leeuwen fu investito dall'inondazione del fiume Waal, durante la quale persero la vita almeno 37 abitanti del villaggio. In ricordo delle vittime dell'inondazione, fu eretto un monumento 13 anni dopo.
Nel 1874, fu costruito lungo una diga sul fiume Waal un convento di suore dedicato a San Giuseppe, in seguito andato completamente distrutto in un incendio e mai più ricostruito. Nel 1900, fu costruita la prima chiesa cattolica del villaggio (v. Chiesa di Sant'Alfonso de' Liguori).
Nel corso della seconda guerra mondiale, il villaggio, data la sua posizione non lontana dal confine, fu esposto a vari attacchi da parte delle truppe tedesche, come nella notte tra il 6 e 7 ottobre (o novembre) 1944, quando vennere incendiate una quarantina di dighe in loco.

## Monumenti e luoghi d'interesse
Beneden-Leeuwen conta 9 edifici classificati come rijksmonumenten.

### Architetture religiose

#### Chiesa di Sant'Alfonso de' Liguori
Tra gli edifici principali di Beneden-Leeuwen, figura la chiesa cattolica dedicata a Sant'Alfonso Maria de' Liguori, situata nella Zandstraat e risalente al 1900.

### Architetture civili

#### Ex-municipio
Altro edificio d'interesse è l'ex-municipio, costruito nel 1899 su progetto dell'architetto Derk Semmelink.

#### Mulino De Wielewaal
Altro edificio d'interesse ancora è il mulino De Wielewaal, risalente al 1857.

## Società

### Evoluzione demografica
Al censimento del 1º gennaio 2016, il villaggio di Beneden-Leeuwen contava una popolazione pari a 6.272 abitanti.
La località ha conosciuto quindi un incremento demografico, rispetto al 2015, quando contava 6.169 abitanti, e al 2014, quando contava 6.150 abitanti.

## Cultura

### Musei
- Streekhistorisch Museum Tweestromenland[1][2]

### Eventi
- Carnavalsvereniging De Braoiers[1]
- DijkenSport (in un fine settimana di settembre)[1]

## Sport
La squadra di calcio locale è l'SV Leones, club fondato nel 1929.